# ماجرای یک ابله
ماجرای یک ابله (انگلیسی: A Fool There Was) یک فیلم کمدی صامت کوتاه به کارگردانی فرانک گریفین است که در سال ۱۹۱۴ منتشر شد. این فیلم در زمان انتشار با نام او یک خودرو می‌خواست (انگلیسی: She Wanted a Car) اکران شد، زیرا فیلم دیگری به همین نام با هنرنمایی ثیدا بارا پخش شده بود. از بازیگران این فیلم می‌توان به اولیور هاردی، میبل پیج و جرالد تی. هونر اشاره کرد.